# Anna Cabrera Ximénez
Anna Cabrera Ximénez, o Anna I Cabrera (Modica, 1460 – Medina de Rioseco, 1526), è stata contessa regnante di Modica, viscontessa di Cabrera, signora di Alcamo e Osona.

## Biografia

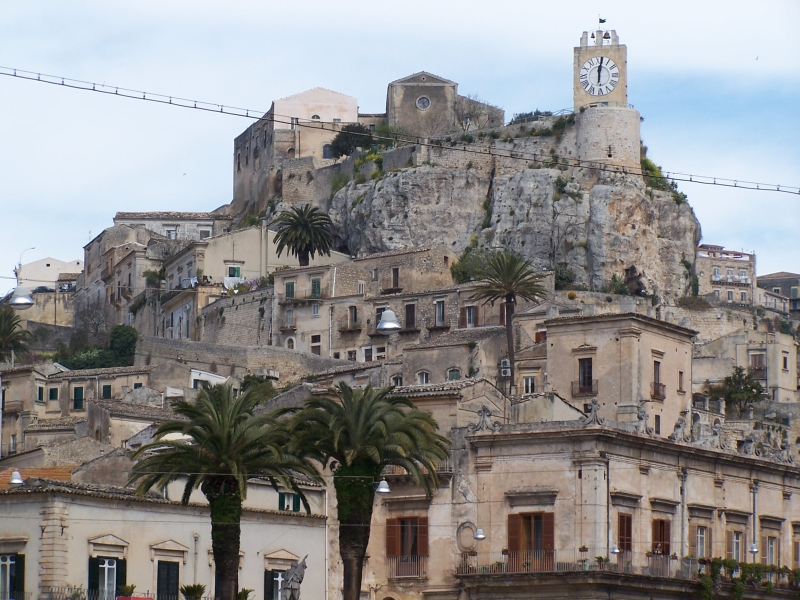
Il castello di Modica.

Discendente dall'aragonese Bernardo Cabrera, era una delle più ricche ereditiere del regno di Sicilia e la prima donna alla guida di uno stato feudale. Succedette al fratello minore Giovanni II, morto precocemente, con la reggenza della madre Giovanna Ximénez de Foix.
Raggiunta la maggiore età, nel 1481 sposò Federico Enriquez, pari e primo cugino del re Ferdinando II d'Aragona, con il quale governò fino alla morte. Dimorò nel castello di Modica (dove nacque) e in quello di Alcamo. Il matrimonio fu celebrato nella chiesa di Santa Maria del Gesù a Modica, appositamente fatta erigere dalla contessa Giovanna. Nell'interno, invece, della chiesa di Santa Maria di Gesù ad Alcamo è ancora visibile il dipinto, commissionato al pittore palermitano Pietro Ruzzolone e dedicato alla Madonna greca o delle Grazie, in cui appaiono i ritratti di Anna e Federico.
Nel 1484 morì la contessa madre Giovanna e a Federico fu richiesto dal monarca aragonese di sostituire il padre defunto nell'importante carica di Almirante di Castiglia. La decisione della coppia comitale di trasferirsi in Aragona ebbe l'effetto di invalidare i benefici, anche economici, che la presenza della corte feudale produceva nella contea. Venne, infatti, introdotta la consuetudine dei feudi amministrati da lontano che causò una progressiva diminuzione di prosperità e prestigio.
Federico e Anna risiedettero a Medina de Rioseco, nel regno di Castiglia, dove fecero costruire la chiesa di San Francesco con la cappella funebre di famiglia. Parteciparono attivamente alla vita della corte dei re cattolici, a Toledo e Barcellona, e della loro figlia ed erede Giovanna la Pazza.
La contessa, priva di prole, morì all'età di sessantasei anni e verrà sepolta nel convento francescano da lei voluto che custodisce, con quella della sorella Elisabetta, una statua che la rappresenta. Le succedette il marito fino al 1530, quando lasciò la contea alla figlia del fratellastro di Anna Giovanni III, Anna II Cabrera Moncada (1526/30-1565), coniugata con Luigi Enriquez, suo congiunto, e i cui discendenti ne saranno titolari fino al 1812.